# Koeheide
Koeheide is een natuurgebied in de Belgische gemeente Bertem. Het gebied is 13 hectare groot en is in beheer bij Natuurpunt. Het gebied is Europees beschermd als onderdeel van het Natura 2000-gebied 'Valleien van de Dijle, Laan en IJse met aangrenzende bos- en moerasgebieden' (BE2400011).

## Beschrijving
Het natuurgebied is gelegen ten zuiden van het Bertembos en heeft een uitgesproken reliëf. Het beheer van het gebied gebeurt onder andere door overeenkomsten met landbouwers uit de omgeving.

## Fauna
Vroeger kwamen in dit gebied de hazelmuis, hamster en das voor. Gehoopt wordt dat enkele van deze soorten terugkeren naar het gebied. Op dit moment wordt onder andere de levendbarende hagedis in het gebied teruggevonden.

## Flora
In het gebied komen onder andere de vleugeltjesbloem en knolsteenbreek voor. Verder komen ook verschillende paddenstoelsoorten voor in het gebied, zoals wasplaten.